# 青山道雄
青山 道雄（あおやま みちお、1959年12月17日 - ）は、静岡県静岡市出身の元プロ野球選手、プロ野球コーチ。

## 来歴・人物

### プロ入り前
静岡市立安倍川中学卒業。東海大工高では1977年、夏の県大会準々決勝に進むが、エース井辺康二を擁する兄弟校の東海大一高に敗れ、甲子園には出場できなかった。井辺とともに進学した東海大学では在学中首都大学野球リーグで5度優勝。しかし3年時の秋季リーグ以降は、白武佳久らのいた日体大の台頭により優勝から遠ざかる。1981年の第10回日米大学野球選手権大会日本代表に選出された。リーグ戦通算62試合出場、183打数61安打、打率.333、1本塁打、15打点。ベストナイン2回受賞。大学の一期上に原辰徳、津末英明、市川和正、同期には井辺の他、伊藤寿文がいる。
卒業後はプリンスホテルに入社。1983年の第54回都市対抗野球大会では一番打者として出場し、川村一明（西武でも同僚）が先発したが初戦敗退。
1983年のプロ野球ドラフト会議では、3位で西武ライオンズに指名され入団。

### プロ入り後
1984年はアメリカ1Aのサンノゼ・ビーズに野球留学した。当時の西武は黄金期であり、主にファーム暮らしが続いた。
1990年開幕直前、村岡耕一・河野誉彦との交換トレードで駒崎幸一・秋元宏作と共に横浜大洋ホエールズに移籍すると、守備固めや代打を中心にその年は62試合出場を果たした。
1992年9月9日、読売ジャイアンツ戦で宮本和知から代打満塁本塁打を打つ。同年秋、現役引退。

### 現役引退後

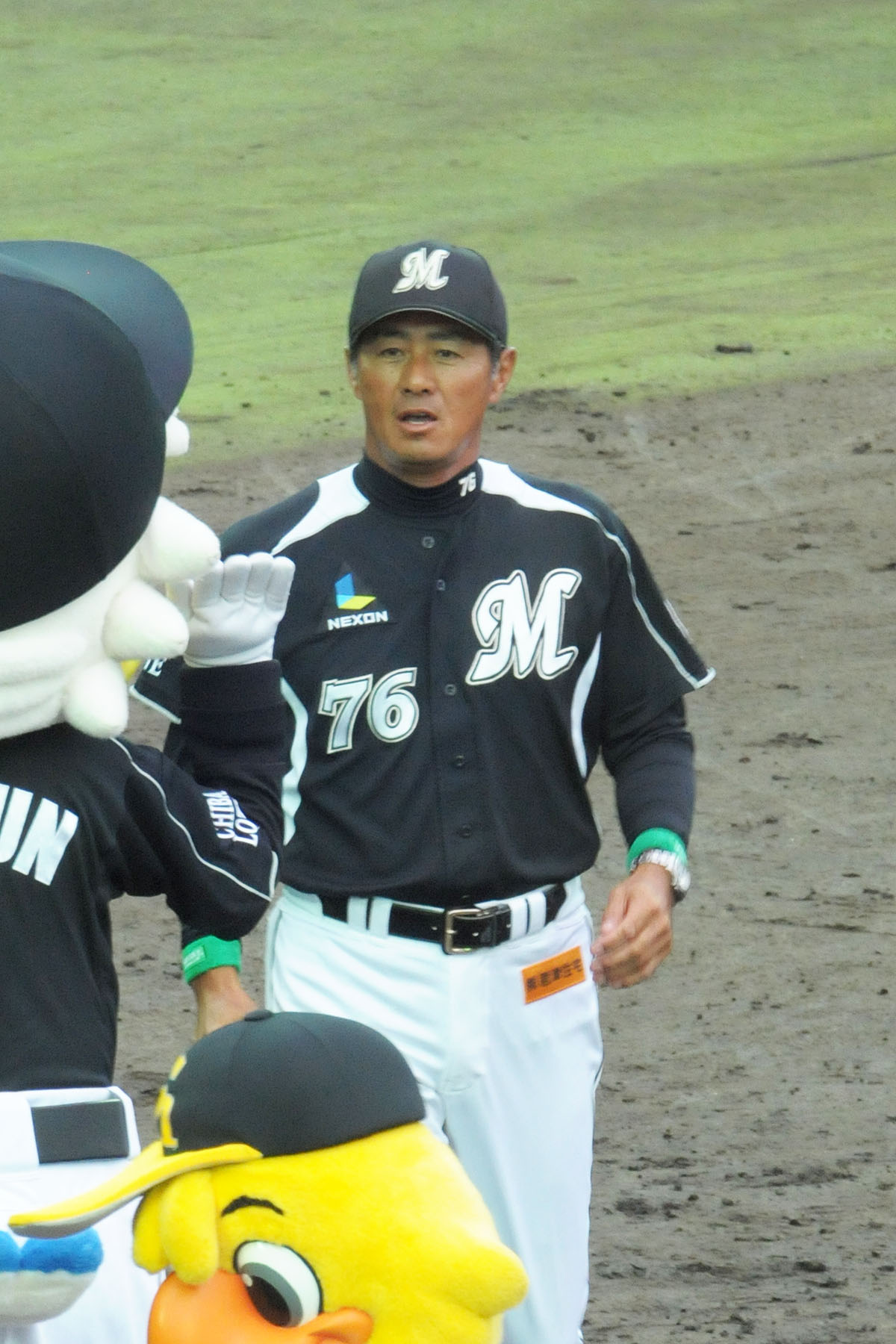
ロッテ二軍監督時代
（2013年7月18日、こまちスタジアムにて）

引退後は横浜で二軍外野守備・走塁コーチ（1993年 - 1995年, 2004年 - 2006年）、一軍外野守備・走塁コーチ（1996年 - 2003年, 2007年 - 2008年）を務めた。
1990年代後半は、主に三塁コーチャーズボックスに入ることが多かった。
2009年から千葉ロッテマリーンズの球団部編成調査担当を務めた。
2010年からは一軍外野守備兼総合ベンチコーチ（ヘッドコーチ格）、2011年は一軍総合コーチ、2012年からは二軍監督を務め、チームは同年のイースタン・リーグ及びファーム日本選手権優勝を果たした。その後、2015年まで同職を務め、同年限りで退団した。なお、同年は、「侍ジャパン大学日本代表 対 NPB選抜」でNPB選抜監督も務めた。
同年10月30日、2016年からはDeNAの二軍総合兼外野守備走塁コーチを務めることが発表された。DeNAへは8年ぶりの復帰となった。その後、2017年は一軍総合コーチを、2018年から2022年までは一軍ヘッドコーチを務め、2023年は一軍・二軍全体のサポートを担う巡回コーチを担当。同年シーズン終了をもって二軍監督を勤めていた仁志敏久の退任が発表されたため、同年オフのみやざきフェニックス・リーグでは、青山が監督代行を務めた。翌2024年は二軍監督兼外野守備走塁コーチを務め、チームを42年ぶりのイースタン・リーグ優勝に導くと、日本選手権でも勝利して球団史上初のファーム日本一にも輝いた。選手たちから胴上げをされ、翌日、今季限りでの退団が発表された。NPB AWARDS 2024のファーム表彰式の優勝チーム表彰は欠席した（次期二軍監督の桑原義行が代わって出席）が、日本一優勝パレードには参加した。
2025年からは、tvkの野球解説者として活動する。

## 詳細情報

### 年度別打撃成績
| 年 度     | 球 団     | 試 合 | 打 席 | 打 数 | 得 点 | 安 打 | 二 塁 打 | 三 塁 打 | 本 塁 打 | 塁 打 | 打 点 | 盗 塁 | 盗 塁 死 | 犠 打 | 犠 飛 | 四 球 | 敬 遠 | 死 球 | 三 振 | 併 殺 打 | 打 率 | 出 塁 率 | 長 打 率 | O P S |
| --------- | --------- | ----- | ----- | ----- | ----- | ----- | -------- | -------- | -------- | ----- | ----- | ----- | -------- | ----- | ----- | ----- | ----- | ----- | ----- | -------- | ----- | -------- | -------- | ----- |
| 1984      | 西武      | 10    | 9     | 6     | 2     | 0     | 0        | 0        | 0        | 0     | 0     | 0     | 0        | 2     | 0     | 1     | 0     | 0     | 2     | 0        | .000  | .143     | .000     | .143  |
| 1985      | 西武      | 15    | 12    | 10    | 2     | 1     | 0        | 0        | 0        | 1     | 0     | 1     | 1        | 0     | 0     | 1     | 0     | 1     | 2     | 0        | .100  | .250     | .100     | .350  |
| 1986      | 西武      | 7     | 4     | 4     | 2     | 0     | 0        | 0        | 0        | 0     | 0     | 0     | 0        | 0     | 0     | 0     | 0     | 0     | 0     | 0        | .000  | .000     | .000     | .000  |
| 1989      | 西武      | 8     | 6     | 6     | 0     | 0     | 0        | 0        | 0        | 0     | 0     | 0     | 0        | 0     | 0     | 0     | 0     | 0     | 3     | 1        | .000  | .000     | .000     | .000  |
| 1990      | 大洋      | 62    | 71    | 63    | 13    | 9     | 1        | 2        | 2        | 20    | 4     | 2     | 0        | 4     | 0     | 2     | 0     | 2     | 13    | 1        | .143  | .194     | .317     | .511  |
| 1992      | 大洋      | 38    | 39    | 34    | 2     | 9     | 2        | 0        | 1        | 14    | 11    | 0     | 0        | 0     | 1     | 4     | 0     | 0     | 8     | 0        | .265  | .342     | .412     | .754  |
| 通算：6年 | 通算：6年 | 140   | 141   | 123   | 21    | 19    | 3        | 2        | 3        | 35    | 15    | 3     | 1        | 6     | 1     | 8     | 0     | 3     | 28    | 2        | .154  | .224     | .285     | .509  |

### 記録
初記録
- 初出場：1984年4月2日、対南海ホークス2回戦（西武ライオンズ球場）、5回裏に黒田正宏の代走で出場
- 初先発出場：1984年4月6日、対近鉄バファローズ1回戦（藤井寺球場）、9番・中堅手で先発出場
- 初打席：同上、2回表に鈴木啓示の前に凡退
- 初安打：1985年8月24日、対ロッテオリオンズ17回戦（川崎球場）、石川賢から単打
- 初本塁打・初打点：1990年4月25日、対ヤクルトスワローズ4回戦（明治神宮野球場）、4回表にフロイド・バニスターから左越ソロ

### 背番号
- 50（1984年 - 1989年）
- 0（1990年 - 1992年）
- 73（1993年 - 2008年）
- 76（2010年 - 2015年）
- 83（2016年 - 2024年）